# Футгіллс
Графство Футгіллс (англ. Foothills No. 31) — муніципальний район в Канаді, у провінції Альберта.

## Населення
За даними перепису 2016 року, муніципальний район нараховував 22766 жителів, показавши зростання на 7,1%, у порівнянні з 2011-м роком. Середня густина населення становила 6,3  особи/км².
З офіційних мов обидвома одночасно володіли 1 275 жителів, тільки англійською  — 21 395, тільки французькою  — 5, а 65 — жодною з них. Усього 2,035 осіб вважали рідною мовою не одну з офіційних, з них 5 — одну з корінних мов, а 40 — українську.
Працездатне населення становило 70% усього населення, рівень безробіття — 7% (7,8% серед чоловіків та 5,9% серед жінок). 71,9% були найманими працівниками, 26,8% — самозайнятими.
Середній дохід на особу становив $106 779 (медіана $49 997), при цьому для чоловіків — $149 841, а для жінок $62 609 (медіани — $66 001 та $37 626 відповідно).
27,9% мешканців мали закінчену шкільну освіту, не мали закінченої шкільної освіти — 12,6%, 59,4% мали післяшкільну освіту, з яких 42% мали диплом бакалавра, або вищий, 120 осіб мали вчений ступінь.
| Статево-вікова структура населення | Статево-вікова структура населення | Статево-вікова структура населення | Статево-вікова структура населення | Статево-вікова структура населення |
| ---------------------------------- | ---------------------------------- | ---------------------------------- | ---------------------------------- | ---------------------------------- |
|                                    |                                    |                                    |                                    |                                    |
| Всього                             | Всього                             | 50,9%49,1%                         |                                    |                                    |
| 0 — 14 років                       | 0 — 14 років                       |                                    | 16,4%                              | 16,4%                              |
| 15 — 64 років                      | 15 — 64 років                      |                                    | 68,6%                              | 68,6%                              |
| 65 і більше                        | 65 і більше                        |                                    | 15%                                | 15%                                |
| 85 і більше                        | 85 і більше                        |                                    | 0,8%                               | 0,8%                               |
| 100 і більше                       | 100 і більше                       |                                    | 0%                                 | 0%                                 |
| Середній вік (років)               | Середній вік (років)               | 42,442,1                           | 42,3                               | 42,3                               |
| Медіана (років)                    | Медіана (років)                    | 47,046,6                           | 46,8                               | 46,8                               |
| — чоловіки — жінки                 |                                    |                                    |                                    |                                    |

| Походження мешканців:     | Походження мешканців:     | Походження мешканців: | Походження мешканців: | Походження мешканців: |
| ------------------------- | ------------------------- | --------------------- | --------------------- | --------------------- |
| Походження                |                           |                       | осіб                  | %                     |
| Корінні американці        | Корінні американці        |                       | 955                   | 4.3%                  |
| Інше північноамериканське | Інше північноамериканське |                       | 6 420                 | 28.9%                 |
| Європейське               | Європейське               |                       | 18 435                | 82.98%                |
| британське                | британське                |                       | 12 650                | 56.94%                |
| французьке                | французьке                |                       | 2 275                 | 10.24%                |
| українське                | українське                |                       | 1 715                 | 7.72%                 |
| Карибське                 | Карибське                 |                       | 60                    | 0.27%                 |
| Латинськоамериканське     | Латинськоамериканське     |                       | 205                   | 0.92%                 |
| Африканське               | Африканське               |                       | 265                   | 1.19%                 |
| Азійське                  | Азійське                  |                       | 880                   | 3.96%                 |
| Океанійське               | Океанійське               |                       | 135                   | 0.61%                 |

| Зайнятість населення за галузями (за класифікацією NOC): | Зайнятість населення за галузями (за класифікацією NOC): | Зайнятість населення за галузями (за класифікацією NOC): | Зайнятість населення за галузями (за класифікацією NOC): | Зайнятість населення за галузями (за класифікацією NOC): |
| -------------------------------------------------------- | -------------------------------------------------------- | -------------------------------------------------------- | -------------------------------------------------------- | -------------------------------------------------------- |
|                                                          |                                                          |                                                          |                                                          |                                                          |
| Управління                                               | Управління                                               |                                                          | 21,1%                                                    | 21,1%                                                    |
| Бізнес, фінанси та адміністрування                       | Бізнес, фінанси та адміністрування                       |                                                          | 17,5%                                                    | 17,5%                                                    |
| Природничі та прикладні науки                            | Природничі та прикладні науки                            |                                                          | 7,6%                                                     | 7,6%                                                     |
| Охорона здоров'я                                         | Охорона здоров'я                                         |                                                          | 6,1%                                                     | 6,1%                                                     |
| Освіта, правозахист, муніципальні та урядові служби      | Освіта, правозахист, муніципальні та урядові служби      |                                                          | 7,1%                                                     | 7,1%                                                     |
| Мистецтво, культура, відпочинок та спорт                 | Мистецтво, культура, відпочинок та спорт                 |                                                          | 2,4%                                                     | 2,4%                                                     |
| Роздрібна торгівля та послуги                            | Роздрібна торгівля та послуги                            |                                                          | 14,3%                                                    | 14,3%                                                    |
| Гуртова торгівля, транспорт та обладнання                | Гуртова торгівля, транспорт та обладнання                |                                                          | 15,3%                                                    | 15,3%                                                    |
| Природні ресурси, сільське господарство                  | Природні ресурси, сільське господарство                  |                                                          | 6,7%                                                     | 6,7%                                                     |
| Виробництво                                              | Виробництво                                              |                                                          | 1,9%                                                     | 1,9%                                                     |

## Населені пункти
До складу муніципального району входять містечка Гай-Рівер, Окотокс, Тернер-Веллі, Блек-Даймонд, село Лонґв'ю, індіанська резервація Еден-Веллі 216, а також хутори, інші малі населені пункти та розосереджені поселення.

## Клімат
Середня річна температура становить 4,2°C, середня максимальна – 22°C, а середня мінімальна – -16,6°C. Середня річна кількість опадів – 461 мм.
| Клімат поселення                              | Клімат поселення | Клімат поселення | Клімат поселення | Клімат поселення | Клімат поселення | Клімат поселення | Клімат поселення | Клімат поселення | Клімат поселення | Клімат поселення | Клімат поселення | Клімат поселення | Клімат поселення |
| Показник                                      | Січ.             | Лют.             | Бер.             | Квіт.            | Трав.            | Черв.            | Лип.             | Серп.            | Вер.             | Жовт.            | Лист.            | Груд.            |                  |
| Середній максимум, °C                         | −2,94            | 0,63             | 5,19             | 11,46            | 16,78            | 20,71            | 22,02            | 21,88            | 16,72            | 11,33            | 3,18             | −1,64            |                  |
| Середня температура, °C                       | −9,76            | −6,18            | −1,62            | 4,63             | 9,97             | 13,90            | 16,26            | 16,12            | 10,95            | 5,57             | −2,57            | −7,4             |                  |
| Середній мінімум, °C                          | −16,56           | −13,01           | −8,43            | −2,16            | 3,16             | 7,09             | 10,48            | 10,34            | 5,20             | −0,2             | −8,35            | −13,17           |                  |
| Норма опадів, мм                              | 15               | 16               | 25               | 33               | 65               | 100              | 54               | 53               | 46               | 21               | 19               | 14               |                  |
| Середньомісячна швидкість вітру, м/с          | 3.80             | 3.50             | 3.90             | 4.00             | 3.91             | 3.70             | 3.30             | 3.11             | 3.40             | 3.73             | 3.90             | 3.70             |                  |
| Середньомісячна сонячна радіація, кДж/м²·день | 4095             | 7579             | 12741            | 17173            | 20671            | 22022            | 23368            | 19947            | 14020            | 8442             | 4422             | 3229             |                  |
| --------------------------------------------- | ---------------- | ---------------- | ---------------- | ---------------- | ---------------- | ---------------- | ---------------- | ---------------- | ---------------- | ---------------- | ---------------- | ---------------- | ---------------- |
| Джерело:                                      |                  |                  |                  |                  |                  |                  |                  |                  |                  |                  |                  |                  |                  |